# 莫斯科中山大学

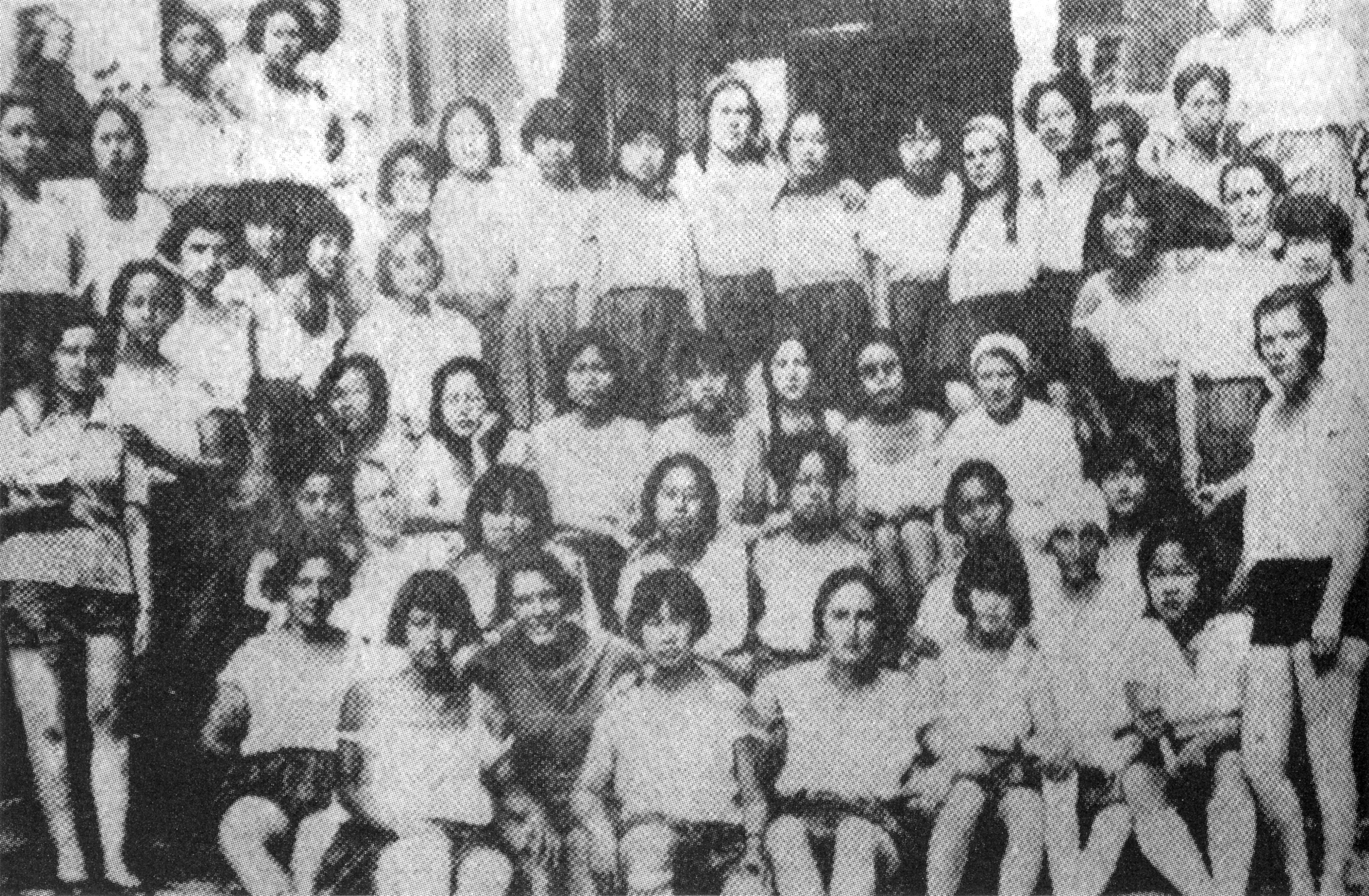
1926年的学生照片

中國勞動者孫逸仙大學（俄语：Коммунистический университет трудящихся Китая имени Сунь Ятсена），1928年更名为中國勞動者共產主義大學，中文通稱莫斯科中山大學，是俄羅斯一所已經廢校的大學，於1925年秋季在苏联支持之下成立于莫斯科，因孙中山的聯俄容共政策而诞生，故以「中山」為名。1930年夏天宣布解散，前後歷時短短5年。

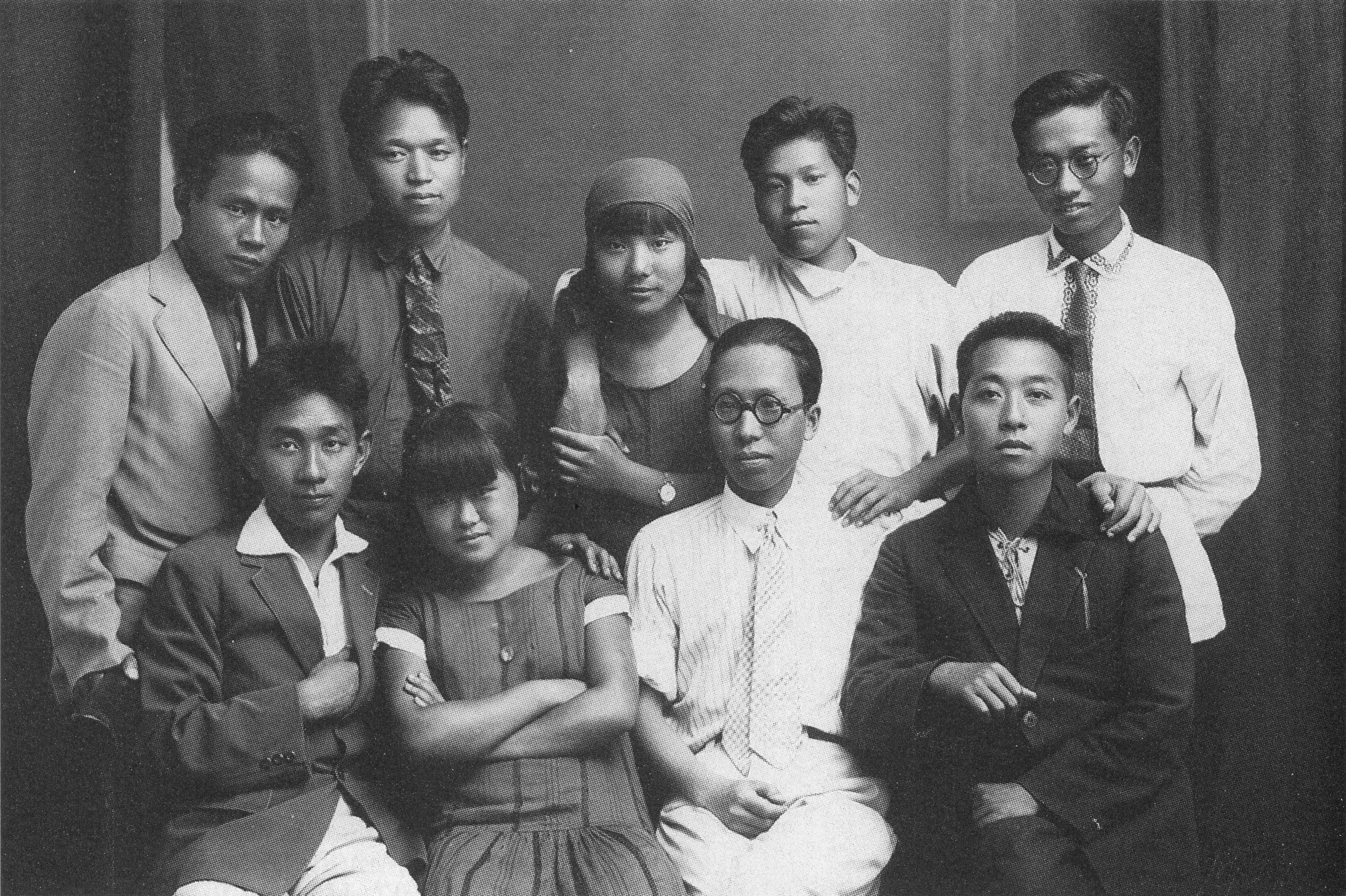
中國勞動者孫逸仙大學的學生們

## 學校性質与历史
1925年11月7日，十月革命八周年之际，中山大学正式成立。学校开办时，全称是“中国劳动者孙逸仙大学”，简称“孙逸仙大学”或“孙大”。学员来自东方劳动者共产主义大学的中国班，约100人。校址位于莫斯科市克鲁泡特金大街16号，距离克里姆林宫步行30分钟，原为沙俄时期的莫斯科第一省立中学。
莫斯科中山大學所招生的对象并不仅是中國國民黨人，還有很多中國共產黨人，是为当时国共合作的中国大革命培养政治理论骨干的特殊学校。莫斯科中山大學採用小班制上課，課程主要有俄文、歷史（主要是各種革命史）、哲學（唯物論、辯證法、政治經濟學）、經濟地理、列寧主義、軍事科學等:11。学制两年。
1927年7月26日，由於受到中华民国国民政府的「清黨」（四一二事件）的影響，中国国民党中央执行委员会发表声明：“取缔”中山大学，并与之断绝一切关系，同时命令各级组织严禁再向莫斯科派遣学生。在中山大学的由国民党派遣的学生被遣返回国。托派的校长拉狄克被副校长米夫取代，米夫同时担任了共产国际远东部副部长。
1927年秋被人揭发中山大学内从事地下活动的“江浙同乡会”反动组织。苏联国家政治保卫总局专门对此事进行调查，调查结果认为确有这种“反革命秘密小组织”存在。1928年7月15日，被苏联国家政治保卫总局列为“江浙同乡会”12名骨干的左权、陈启科（二人都是湖南人）向来莫斯科参加中共六大的中共领导人投诉。瞿秋白、周恩来等人调查后，认为并不存在这样一个组织。瞿秋白于联共政治局写信，对苏联格伯乌的调查结论提出异议。后来，共产国际监委、联共监委（书记雅罗斯拉夫斯基）、中共驻共产国际代表团联合组成审查委员会审理此事，最终做出了不存在“江浙同乡会”这样一个组织的结论，并由周恩来在中山大学全体师生大会上宣布。
1928年春，更名为中国劳动者共产主义大学。
莫斯科中山大学于1930年夏天宣布解散，前后历时短短5年。该学校地址为莫斯科沃尔宏卡街16号（位于今哈莫夫尼基区沃尔宏卡街克里姆林加油站）。

## 歷史地位
莫斯科中山大学对中国现代史产生了深远的影响，他培養了諸如：中國國民黨方面的内政部长谷正纲、蒋介石之子蒋经国、冯玉祥之子冯洪国、女兒冯弗能、冯弗伐、邵力子之子邵志刚、叶楚伧之子叶楠、于右任之女秀芝，和共产党方面的「二十八个半布尔什维克」、邓小平、乌兰夫、叶剑英、董必武、林伯渠、徐特立、何叔衡、杨之华、杨子烈、施静宜、趙一曼、左权等都曾经是该大学的学生。蔣經國說過，烏蘭夫是跟他當年曾坐於同一椅、旁邊的同學。
台灣共產黨的骨幹成員謝雪紅也曾經在此就讀，并與蔣經國見過面。
據劉江南所著的《蔣經國傳》中描述，中山大學實際上只是蘇聯共產黨的一個黨團組織，學生每天需上至少4小時的俄文課，內容也跟現時人們所知道的文科天差地遠、甚至幾乎完全無關；學生每天都要撰文「反省」，匯報思想。
不過，中國籍學生的待遇，例如餐飲住宿，則比蘇聯國籍的本地學生的待遇為佳；蔣經國也曾感到「不好意思」，對蘇俄學生懷有同情。
曾经为中國國、共兩党培养政、軍幹部的兩大学校，就是黄埔军校和莫斯科中山大学。

## 历届校长
- 第一任：卡尔·拉狄克 （1925年-1927年）
- 第二任：巴威尔·亚历山大洛维奇·米夫（1927年-1929年）
- 第三任：弗拉基米尔·威格尔（俄语：Вегер, Владимир Ильич）（1929-1930年）